# Hochtor (Großglockner-Hochalpenstraße)
Hochtor är ett bergspass i Österrike.   Det ligger i distriktet Zell am See och förbundslandet Salzburg, i den centrala delen av landet, 290 km väster om huvudstaden Wien. Toppen på Hochtor är 2 547 meter över havet. Grossglockneralpvägen passerar passet med en kort tunnel. 
Terrängen runt Hochtor är huvudsakligen bergig, men den allra närmaste omgivningen är kuperad. Runt Hochtor är det ganska glesbefolkat, med 29 invånare per kvadratkilometer.. Närmaste större samhälle är Großkirchheim, 12,9 km söder om Hochtor. 
Trakten runt Hochtor består i huvudsak av gräsmarker.